# Mireasa doctorului Chaotica
„Mireasa doctorului Chaotica” (titlu original: „Bride of Chaotica!”) este al 12-lea episod din al cincilea sezon al serialului TV american științifico-fantastic Star Trek: Voyager și al 106-lea în total. A avut premiera la 27 ianuarie 1999 pe canalul UPN.

## Prezentare
Cea mai recentă aventură a lui Tom Paris, intitulată Aventurile Căpitanului Proton, ia o întorsătură neașteptată.

## Actori ocazionali
- Martin Rayner - Dr. Chaotica
- Nicholas Worth - Lonzak
- Paul F. O'Brien - Geral
- Jim Krestalude - Alien
- Tarik Ergin - Satan's Robot (nemenționat; dublaj de voce)
- Kirsten Turner - Constance Goodheart